# بنو هارون
بنو هارون عائلة مولدية شعلت منصب قاضي مدينة فارو حتى القرن الحادي عشر مشكلين طائفة شنتمرية الغرب عام 1018، حتى قضت على سلطانهم طائفة إشبيلية في عام 1051. ويرجع نسبهم إلى هارون وال برشلونة.

## تاريخ العائلة
بعد فتح الأندلس، احترم المسلمون هارون ولم يمسوا ممتلكاته. بل وبقي أحفاده يشكلون نخبة إقليمية وعائلة ذو نفوذ سميت ببني هارون. وكان أوج نفوذهم مع تأسيس طائفة شنتمرية الغرب. وظل الأمر على تلك الحال حتى الغزو البرتغالي سنة 1249 التي فقدت فيه العائلة كل نفوذ سياسي. ثم ققدت ممتلكاتها في إقليم الغرب مع صدور مرسوم الطرد في 6 ديسمبر 1496، ومن غير المعروف ما إذا كانوا قد تحولوا إلى المسيحية أو هاجروا إلى شمال إفريقيا.
كانت زوجة ألفونسو الثالث ملك البرتغال مادراجانا بن ألواندرو تنتمي إلى هاته العائلة،وقد أنجبت من ألفونسو ابنًا وبنتًا سنة 1302. سمى الابن أخوها غير الشقيق دينيس ملك البرتغال ، قاضي مسلمي الأندلس بفارو.

## أنظر أيضا
- الإمبراطورية البرتغالية
- بنو قسي